# BC卡
BC卡（韓語：비씨카드）是韩国最大的支付处理公司与本土品牌支付网络。公司总部设在韩国首尔，主要为金融机构提供端到端支付服务，并通过子公司Smartro为商户提供服务。
该公司的产品有：信用卡、借记卡、预付费卡等；“BC”品牌的本土品牌支付网络；为金融机构提供的发卡BPO（业务流程外包）；以及互联网电子商务和移动支付解决方案。

## 卡产品
BC卡有信用卡和借记卡产品。
- BC 韩国国内卡
  - BC Global（仅限信用卡可以在韩国以外作为大莱卡或发现卡受理）
- BC Visa
- BC Master/Maestro
- BC JCB （仅限信用卡）
- BC CUP（银联卡）

## 使用范围
BC卡主要以韩国国内接受为主，但由于现发行的全为双标卡，可借助另一个卡组织的网络而在全球使用。
在中国大陆，只有浦发银行的柜员机可直接通过BC卡网络直接受理所有类型BC卡。